# Serie A 2006 (Ecuador)
La Serie A 2006 è stata la 48ª edizione della massima serie del campionato di calcio dell'Ecuador, ed è stata vinta dall'El Nacional.

## Formula
La stagione è divisa in due fasi: Apertura e Clausura. La prima si disputa in un girone unico; le prime tre si qualificano al girone finale. Il Clausura ricalca l'andamento dell'Apertura. Le ultime due squadre di ciascuna fase vengono retrocesse, mentre le 6 qualificate alla fase finale si disputano il titolo.

## Apertura
|  | Pos. | Squadra          | Pt | G  | V  | N | P  | GF | GS | DR  |
|  | ---- | ---------------- | -- | -- | -- | - | -- | -- | -- | --- |
|  | 1.   | LDU Quito        | 36 | 18 | 11 | 3 | 4  | 37 | 24 | +13 |
|  | 2.   | El Nacional      | 31 | 18 | 9  | 4 | 5  | 35 | 26 | +9  |
|  | 3.   | Olmedo           | 29 | 18 | 9  | 2 | 7  | 19 | 21 | -2  |
|  | 4.   | Emelec           | 28 | 18 | 8  | 4 | 6  | 30 | 21 | +9  |
|  | 5.   | Deportivo Quito  | 25 | 18 | 7  | 4 | 7  | 22 | 23 | -1  |
|  | 6.   | Barcelona SC     | 24 | 18 | 8  | 0 | 10 | 26 | 24 | +2  |
|  | 7.   | Aucas            | 22 | 18 | 6  | 4 | 8  | 25 | 35 | -10 |
|  | 8.   | Deportivo Cuenca | 21 | 18 | 7  | 0 | 11 | 18 | 26 | -8  |
|  | 8.   | Macará           | 21 | 18 | 6  | 3 | 9  | 17 | 28 | -11 |
|  | 10.  | ESPOLI           | 18 | 18 | 4  | 6 | 8  | 31 | 32 | -1  |

LDU Quito 3 punti bonus; El Nacional 2; Olmedo 1.

## Clausura
|  | Pos. | Squadra           | Pt | G  | V | N | P  | GF | GS | DR  |
|  | ---- | ----------------- | -- | -- | - | - | -- | -- | -- | --- |
|  | 1.   | El Nacional       | 31 | 18 | 8 | 7 | 3  | 31 | 16 | +15 |
|  | 1.   | Emelec            | 31 | 18 | 8 | 7 | 3  | 29 | 19 | +10 |
|  | 1.   | Barcelona SC      | 31 | 18 | 9 | 4 | 5  | 27 | 20 | +7  |
|  | 1.   | Olmedo            | 31 | 18 | 8 | 7 | 3  | 24 | 18 | +6  |
|  | 5.   | Deportivo Quito   | 22 | 18 | 6 | 4 | 8  | 21 | 25 | -4  |
|  | 6.   | LDU Quito         | 21 | 18 | 6 | 3 | 9  | 21 | 32 | -11 |
|  | 7.   | Deportivo Cuenca  | 20 | 18 | 4 | 8 | 6  | 16 | 14 | +2  |
|  | 7.   | Macará            | 20 | 18 | 5 | 5 | 8  | 28 | 29 | -1  |
|  | 9.   | Deportivo Azogues | 19 | 18 | 5 | 4 | 9  | 16 | 28 | -12 |
|  | 10.  | Aucas             | 18 | 18 | 5 | 3 | 10 | 23 | 35 | -12 |

El Nacional 3 punti bonus; Emelec 2; Barcelona 1.

## Fase finale
Punti bonus: El Nacional 5; LDU Quito 3; Emelec 2; Barcelona 1; Olmedo 1; Deportivo Quito 0.
|                    | Pos. | Squadra         | Pt | G  | V | N | P | GF | GS | DR |
| ------------------ | ---- | --------------- | -- | -- | - | - | - | -- | -- | -- |
| Ecuador (bandiera) | 1.   | El Nacional     | 19 | 10 | 3 | 5 | 2 | 16 | 11 | +5 |
|                    | 2.   | Emelec          | 17 | 10 | 4 | 3 | 3 | 20 | 17 | +3 |
|                    | 3.   | LDU Quito       | 16 | 10 | 3 | 4 | 3 | 17 | 13 | +4 |
|                    | 4.   | Olmedo          | 15 | 10 | 3 | 5 | 2 | 14 | 12 | +2 |
|                    | 5.   | Barcelona SC    | 14 | 10 | 3 | 4 | 3 | 10 | 15 | -5 |
|                    | 5.   | Deportivo Quito | 10 | 10 | 3 | 1 | 6 | 14 | 23 | -9 |

## Verdetti
- El Nacional campione nazionale
- El Nacional, Emelec e LDU Quito in Coppa Libertadores 2007
- LDU Quito in Copa Sudamericana 2006
- El Nacional in Copa Sudamericana 2007
- ESPOLI e Aucas retrocessi.

## Classifica marcatori
| Gol |  |  | Giocatore         | Squadra      |
| --- |  |  | ----------------- | ------------ |
| 29  |  |  | Luis Escalada     | Emelec       |
| 18  |  |  | Hernán Barcos     | Olmedo       |
| 17  |  |  | Ebelio Ordóñez    | El Nacional  |
| 17  |  |  | Derlis Florentín  | Barcelona SC |
| 17  |  |  | Wilson Segura     | Aucas        |
| 16  |  |  | Christian Benítez | El Nacional  |
| 13  |  |  | Danny Vera        | El Nacional  |
| 12  |  |  | Luis Rivera       | Emelec       |
| 12  |  |  | Agustín Delgado   | LDU Quito    |
| 12  |  |  | Marcos Mondaini   | Emelec       |
| 11  |  |  | Jorge Torales     | Olmedo       |
| 11  |  |  | Roberto Palacios  | LDU Quito    |